# Milachowo-Młyn
Milachowo-Młyn – osada w Polsce, położona w województwie pomorskim, w powiecie chojnickim, w gminie Brusy.
W latach 1975–1998 miejscowość administracyjnie należała do województwa bydgoskiego.
Osada położona nad rzeką Zbrzycą. Walorem turystycznym jest młyn wodny i pole namiotowe położone opodal siedliska i rzeki.

## Historia
O osadzie Milachowo w powiecie chojnickim wspomina nota Słownika geograficznego Królestwa Polskiego z roku 1885, podając że miejscowość istnieje ale nie występuje w spisach rządowych.